# 氾祎
氾祎（?—?），字休臧，敦煌人。十六国前凉左长史。
氾祎在西晋为福禄令，刚直不阿。酒泉郡太守马汉派遣督邮张休祖弹劾他，张休祖对氾祎说：“你没有听过‘宁逢三千头虎，不逢张休祖’？ ”氾祎大怒，把印系在肘上就绑，绑缚上了，发印以告。事发後，张休祖因为不解印擅绑令长，以大不敬论。氾祎左迁居延县令，后在前凉张寔时为左长史。前赵刘曜来犯前凉，参军马岌劝张茂亲征，氾祎谴责马岌干乱大事，建议杀马岌以安百姓,张茂纳马岌之言，击退敌军。324年五月十四日，张茂病重，把前凉托付给张骏。晋愍帝时的使者史淑当时留居在姑臧，左长史氾祎、右长史马谟等让史淑授予张骏大将军、凉州牧、西平公。